# Rezerwat przyrody Lipowska
Rezerwat przyrody Lipowska – leśny rezerwat przyrody w masywie górskim Lipowskiego Wierchu i Rysianki w Beskidzie Żywieckim w Polsce. Powołany przez wojewodę śląskiego w czerwcu w 2008 r. jako 64. rezerwat przyrody na terenie województwa śląskiego oraz 11. położony na terenie Beskidu Żywieckiego. Obszar rezerwatu podlega ochronie czynnej.

## Położenie
Rezerwat obejmuje szczytowe spłaszczenie oraz północno-zachodnie i południowo-wschodnie stoki masywu Lipowskiego Wierchu (1324 m n.p.m.) – Rysianki (1332 m n.p.m.). Całość terenu rezerwatu leży w granicach Żywieckiego Parku Krajobrazowego, na terenie zarządzanym przez Lasy Państwowe. Powierzchnia rezerwatu wynosi 62,6 ha, z czego 35,12 ha na terenie Nadleśnictwa Węgierska Górka (leśnictwo Boracza), pozostała część na terenie Nadleśnictwa Ujsoły (leśnictwo Złatna).

## Charakterystyka
Masyw Lipowskiego Wierchu i Rysianki budują skały fliszu karpackiego. Wyraźnie uławicowane, w obrębie obszernego spłaszczenia wierzchowinowego tworzą teren o utrudnionym odpływie wód lub wprost mniejsze obniżenia bezodpływowe. Na terenach takich, stosunkowo rzadko spotykanych w górach, ubogich w składniki odżywcze, o kwaśnym odczynie gleby, powstają z czasem torfowiska wysokie, zwane mszarami lub rojstami. Takie też torfowiska, z pojawiającymi się wśród nich niewielkimi oczkami wodnymi, spotkamy w rezerwacie. Drzewostan w ich otoczeniu tworzy prawie wyłącznie charakterystyczny dla pierwotnej puszczy karpackiej ekotyp świerka pospolitego, rosnący w niewielkim zwarciu i zwykle ugałęziony do samej ziemi. Jego wysokość nie przekracza tu zwykle 25 m. Z rzadka towarzyszy mu jarzębina. Warstwa krzewów jest tu bardzo słabo rozwinięta, tworzy ją wyłącznie podrost występujących tu drzew. W runie leśnym dominują borówka czarna i trzcinnik owłosiony, bogata warstwa mszysta osiąga 60-90% pokrycia.
Spośród roślin zielnych w szacie rezerwatu spotkamy zarówno gatunki alpejskie, takie jak ciemiężyca zielona, goryczka trojeściowa czy liczydło górskie, jak i szereg gatunków typowo bagiennych. Z tych drugich, obok kilku gatunków mchów i dwóch gatunków widłaków (jałowcowaty i wroniec) rosną tu takie gatunki jak borówka bagienna, modrzewnica zwyczajna czy żurawina błotna.
Fauna rezerwatu nie odbiega od tej, żyjącej w szczytowych partiach okolicznych masywów Beskidu Żywieckiego. Zachodzą tu m.in. wszystkie duże drapieżniki tych gór: niedźwiedź, wilk i ryś. Godne zaznaczenia jest występowanie tu naszego największego kuraka – głuszca (częściowo również dzięki udanej reintrodukcji w ostatnich latach).

## Cel powołania rezerwatu
Celem powołania rezerwatu było zachowanie stanowiącego osobliwość Beskidu Żywieckiego systemu wierzchowinowych torfowisk wysokich oraz występujących w ich otoczeniu sudeckiej świerczyny górnoreglowej Calamagrostio villosae-Piceetum oraz górnoreglowego boru świerkowego Plagiothecio – Piceetum tatricum.

## Zagrożenia
Tereny rezerwatu narażone są na silną antropopresję. Głównym zagrożeniem, wielokrotnie większym niż wydeptywanie przez turystów poruszających się poza szlakami turystycznymi, jest rozjeżdżanie tego obszaru przez amatorów quadów i motocykli crossowych.